# Carl Behrens

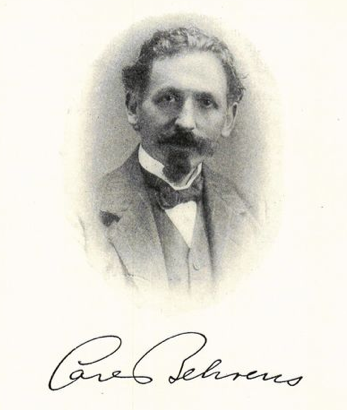
Carl Behrens.

Carl Johan Behrens, född 18 april 1867, död 26 april 1946, var en dansk journalist.
Behrens arbetade för litteraturtidskrifterna Ny Jord på 1890-talet, Litteraturen under första världskriget för och senare för Ord och bild. Han författade ett antal arbeten om tysk litteraturhistoria, skrev biografier över Christian Dietrich Grabbe, Friedrich Hebbel och Heinrich von Kleist samt arbeten om dansk litteratur- och teaterhistoria.